# Melampsorella
Melampsorella J. Schröt. – rodzaj grzybów z rzędu rdzowców (Pucciniales). Grzyby mikroskopijne, pasożyty roślin. W Polsce występuje jeden gatunek – Melampsorella caryophylacearum. Wywołuje chorobę zwaną rdzą jodły i goździkowatych.

## Charakterystyka
Pasożyty dwudomowe. Ich żywicielami są różne gatunki roślin nagonasiennych (głównie jodły Abies) i rośliny zielne. Na roślinach nagonasiennych tworzą spermacja i ecja, na roślinach zielnych uredinia i telia.
Spermacja bez peryfiz, o dyskoidalnym kształcie, zanurzone w tkance żywiciela, pod kutyną. Ecja cylindryczne powstające pod skórką. Ecjospory brodawkowane. Uredinia również pod skórką, z ujściem otoczonym zróżnicowanymi komórkami. Urediniospory mają hialinowe, kolczaste ściany, niewyraźne pory rostkowe, wewnątrz są żółtawe. Telia tworzą się endogennie, wewnątrz komórek skórki żywiciela. Składają się z luźnych skupisk jednokomórkowych teliospor o cienkich, gładkich i prawie bezbarwnych ścianach. Pory rostkowe słabo widoczne.

## Systematyka i nazewnictwo
Pozycja w klasyfikacji według Index Fungorum
Pucciniastraceae, Pucciniales, Incertae sedis, Pucciniomycetes, Pucciniomycotina, Basidiomycota, Fungi.
Gatunki
- Melampsorella caryophyllacearum (DC.) J. Schröt. 1874
- Melampsorella cerastii (Pers.) J. Schröt. 1887[3]
- Melampsorella elatina Arthur 1907
- Melampsorella itoana (Hirats. f.) S. Ito & Homma 1938
- Melampsorella rigida Har. & Pat. 1911

Nazwy naukowe i wykaz gatunków na podstawie Index Fungorum